# NGC 5229
NGC 5229 este o edge-on galaxy⁠(d) situată în constelația Câinii de Vânătoare. A fost descoperită în 1 ianuarie 1886 de către Lewis A. Swift. Se află la o distanță de 8,4 megaparseci de Pământ.